# Дібрівська сільська рада (Васильківський район)
| Дібрівська сільська рада — орган місцевого самоврядування у Васильківському районі Київської області з адміністративним центром у с. Діброва. Водоймища на території, підпорядкованій даній раді: Хлепча. Сільській раді підпорядковані населені пункти: - с. Діброва - с. Багрин |

## Склад ради
Рада складається з 12 депутатів та голови.

### Керівний склад ради
| ПІБ                           | Основні відомості                                                               | Дата обрання | Дата звільнення |
| ----------------------------- | ------------------------------------------------------------------------------- | ------------ | --------------- |
| Вовченко Володимир Михайлович | Сільський голова, 1962 року народження, освіта, член Селянської партії України  | 26.03.2006   | 31.10.2010      |
| Вовченко Володимир Михайлович | Сільський голова, 1962 року народження, освіта середня спеціальна, безпартійний | 31.10.2010   |                 |

Примітка: таблиця складена за даними джерела